# Feedback (Jurassic 5)
Feedback è un album del 2006 dei Jurassic 5.

## Tracce
1. Back 4 U - 3:16
2. Radio - 3:51
3. Brown Girl - 3:44
4. Gotta Understand - 3:47
5. In The House - 4:54
6. Baby Please - 3:26
7. Work It Out - 3:51
8. Where We At - 3:00
9. Get It Together - 3:33
10. Future Sound - 3:12
11. J Resume - 0:38
12. Red Hot - 3:43
13. Turn It Out - 3:17
14. End Up Like This - 3:57
15. Canto De Ossanha (instrumental) - 4:19